# Tongariro
Tongariro är ett vulkaniskt bergsområde på Nordön i Nya Zeeland. Det ligger 20 kilometer sydväst om sjön Taupo, och är den södra av de tre aktiva vulkanerna som dominerar centrala Nordöns landskap. 
Vulkanmassivet, kallat Tongariro, är 1978 meter högt (Ngauruhoe). Det hade sitt första utbrott för omkring 260 000 år sedan, och har haft ett utbrott så sent som 1974/75. Vulkanen består av minst tolv toppar, Ngauruhoe, som ofta betraktas som en separat vulkan är geoglogiskt sett ett av Tongariros utlopp. Red Crater erupterade aska 1926 och har aktiva fumaroler. 
Tongariro ligger i Tongariro nationalpark, Nya Zeelands första nationalpark och en av de första i världen. Den skänktes till nationen 1887 av Te Heuheu Tukino IV (Horonuku), den högste ledaren för maoriklanen Ngati Tuwharetoa iwi. Parken omfattar även bergen Ngauruhoe och Ruapehu, som båda ligger sydväst om Tongariro. Nationalparken är dubbelt världsarv.
Den populära vandringsleden kallad Tongariro Crossing går mellan Tongariro och Ngauruhoe.